# Hakan Serbes
 (juillet 2013).
Si vous disposez d'ouvrages ou d'articles de référence ou si vous connaissez des sites web de qualité traitant du thème abordé ici, merci de compléter l'article en donnant les références utiles à sa vérifiabilité et en les liant à la section « Notes et références ».
Hakan Serbes est un acteur de films pornographiques allemand d'origine turque, né et circoncis le 25 novembre 1974 à Hanovre.
Il commence sa carrière de « hardeur » en 1993 alors qu'il avait à peine 18 ans, pour la production allemande "VTO". Il se fait remarquer par un physique finement musclé, notamment au niveau des cuisses et fessier, esthétiquement sculpturaux et dégageant un érotisme indéniable. Son sexe de 21 cm est réputé pour ses éjaculations fournies. Son visage fin ressemblant à Delon dans Rocco et ses frères a fait fantasmer hommes et femmes, avec en prime un sourire ravageur. Son investissement dans le jeu érotique est indéniable. Il est bisexuel. Il participe à différentes productions internationales, comme le film de réalisateur italien Joe D'Amato intitulé The Last Fight, dans lequel joue notamment Rocco Siffredi. Il joue le rôle de Rudy Valentino, Antoine dans Antoine et Cléopâtre, Hercule et bien d'autres films à costumes, ce qui est amusant à noter concernant des films pornographiques. Bien qu'il s'agisse de films hétérosexuels les réalisateurs lui donnent la part belle en filmant son corps, notamment ses fessiers splendides. La caméra est plus à le détailler que ses partenaires. Il devient également une icône gay grâce à sa beauté, et il instaure indéniablement une relation de complicité avec ses partenaires masculins, notamment avec Nacho Vidal, dans des scènes qui peuvent être qualifiées "d'homoérotique", même si non ouvertement gay. Il arrête sa carrière à 28 ans. On lui prête de nombreuses relations féminines et quelques-unes masculines, notamment avec Rocco Siffredi.
Plus récemment, il est rentré en Allemagne et a ouvert un site officiel continuant ainsi sa carrière vidéographique.